# Оркестр русских народных инструментов
Оркестр русских народных инструментов — музыкальный коллектив многочисленного и разнообразного состава, основу которого составляют группы домр и балалаек.
Первым в истории подобным оркестром стал Великорусский оркестр В. В. Андреева, дебютное выступление которого состоялось в 1888 году. После революции 1917 года оркестры стали массово создаваться в музыкальных образовательных учреждениях, при домах культуры, концертных организациях (филармониях), как оркестры для хоров и танцевальных ансамблей. Репертуар включает в себя обработки русских народных песен и танцев, различные переложения (в том числе произведений классической музыки) и специально написанные для оркестра произведения (симфонии, концерты, сюиты, пьесы).
Примеры профессиональных коллективов: Оркестр им. Осипова (основан в 1919), Оркестр им. Некрасова (1945), Оркестр «Онего» (1975), Оркестр Музыкального училища имени Октябрьской революции, Оркестр Новосибирского телевидения и радио (1927). Самодеятельные коллективы: Школьный оркестр Н. А. Капишникова (1947), Оркестр Дворца культуры завода имени Лихачёва (1936).

## Инструменты

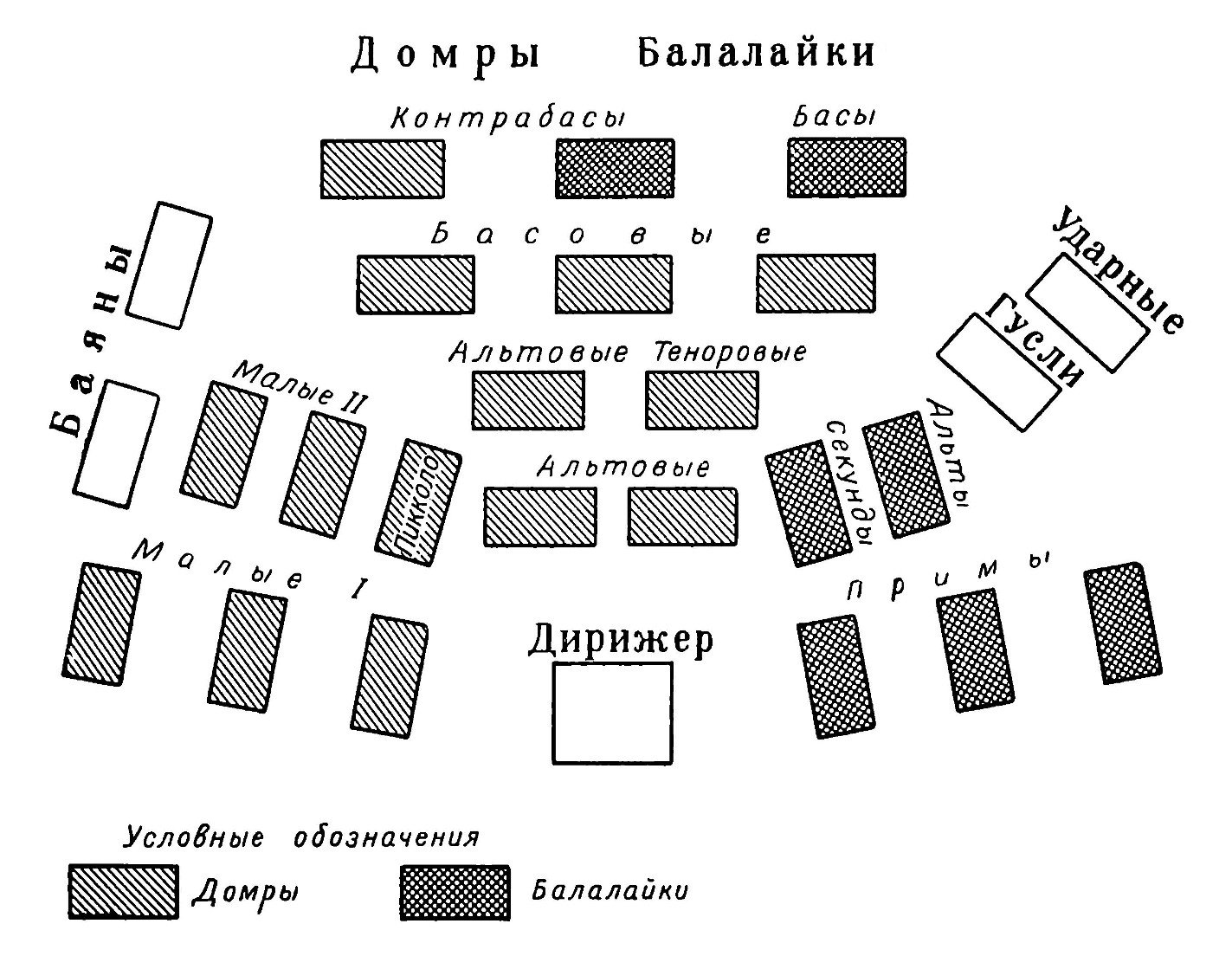
Примерная схема расположения инструментов

В различном составе и количестве в оркестр входят следующие русские народные инструменты (звёздочкой * помечены инструменты, редко используемые в современном оркестре):
- Домры (в одном оркестре как правило используется какой-либо один вид домр[5])
  - 3-струнные: пикколо, малая, меццо-сопрано*, альт, тенор*, бас, контрабас*.
  - 4-струнные: пикколо*, прима, альт, тенор, бас, контрабас.
- Балалайки: прима, секунда, альт, бас, контрабас.
- Гусли стационарные (клавишные, щипковые*[5]), гусли звончатые*.
- Гармоники
  - Баяны готовые, баяны готово-выборные*.
  - Оркестровые гармоники*[5]: сопрано, альт, тенор (баритон), контрабас.
  - Тембровые*: пикколо, флейта, гобой, кларнет, фагот, контрафагот, валторна, труба, туба, рожок.
  - Народные*[5]: хромка, ливенская, саратовская, бологовская, череповецкая.
- Духовые*: свирель, жалейка, брёлка, владимирские рожки, кугиклы.
- Ударные: бубенцы[1], накры*[6], ложки*, трещотки*[5].

Кроме русских народных в оркестре используются некоторые инструменты симфонического оркестра:
В профессиональных оркестрах
- Духовые: флейта, гобой, кларнет, труба.
- Ударные: бубен, малый барабан, литавры, треугольник, колокольчики, ксилофон, вибрафон, оркестровые колокола.

В самодеятельных оркестрах
- Духовые: корнет, валторна.